# 제16회 서울국제대안영상예술페스티벌
제16회 서울국제대안영상예술페스티벌은 2016년 8월 4일에 열린 시상식이다.

## 수상 및 후보

### 최고구애상
- 피와 라우린 - 샌더 브로이어 외 1명 수상

### 최우수 한국구애상
- 깨어난 침묵 - 박배일 수상

### 관객구애상
- 공원 생활 - 문소현 수상

### 가상의정치
- 화분에 심어진 여자 - 이정우
- 대화가 필요한 순간 - 안드레아 지아코미니
- H10001_XTOUCH.MOV - 클로에 얍
- 찬물샤워 - 김소성
- 최소의 노력 - 전유진
- 죽은 후 취하다 - 마틴 폰페라다
- 독백대화 - 이지선
- 이성으로의회귀-구구단 - 최종한
- 시화공존 - 민병훈
- 사대문의 도시 - 안상범
- 카니발 - 심혜정 외 1명
- 몽키 - 지에 센
- 보이지 않는 잠자는 여인, 뒤집힌 배 그리고 나비 - 노영미
- 샐러드데이즈 - 한주예슬
- 다이코터미 - 권수진
- 삼색제비꽃 - 노스 김
- 푸른 날 - 임창재

### 창조행위:영화라는 노동
- 메이크/리얼 - 비르질 비트리히
- 드라마6번 - 오용석
- 영화를 말하다 - 도위 다익스트라
- 해석학 - 알렉세이 드미트리에브
- 듀 모터 어 익스플로션 - 도미니크 가뇽
- 우리의 일부분 - 세미콘덕터
- 근대성의 신화 - 출라얀논 시리폰
- 토탈 리콜 - 도미니크 가뇽
- 백조의 노래 - 아노크 데 클레르크
- 지워진 얼굴 - 마누 룩스
- 평행 - 하룬 파로키

### 글로컬 구애전 X
- 깨어난 침묵 - 박배일
- 부동산의 발라드 2 - 파트타임스위트
- 레드마리아2 - 경순
- 강릉여인숙 - 이재임
- 유곡리의 여름 - 김현주
- 위치값 공포증 - 조용기
- 그녀 - 김고은
- 빙빙 - 임철민
- Postbabel - 황윤정
- word - 차지원
- 그날 새벽 안양, 유토피아를 꿈꾸는 사람들 - 송상희
- 저 소리 부분을 지워 버릴 것입니다 - 전하영
- 그녀의 전설 - 김태용
- 시력교정 불청객 나비 - 오현진
- 우주의 닭 - 변성빈
- 순환하는 밤 - 백종관
- 금강춘몽 - 최윤
- 해리의 집 - 이보영
- 바람이 분다 - 홍유정
- 공원 생활 - 문소현
- 그 자리 - 신나리
- 발자욱 - 김아름
- Speech in the Void - 채윤진
- 그 누구의 딸 - 김창민
- 너는, 어디에도 없을거야 - 김숙현
- 고구마 가족 - 박중하
- EOW - Ao Maeng-rang
- 광화문의 어떤 하루 - 김경만
- 안나카리나에 관한 몽타주 - 김다연
- 순례 - 김수진
- J.P. 쿠엔카의 죽음 - 주앙 파울로 쿠엔카
- 차카 - 제이크 에클쉐어 외 1명
- 시간을 상상하기 - 옐레나 시니크
- 되찾은 구두의 신탁 - 이자벨라 그레셔
- 후회 - 마리아나 코브라
- 막심 고리키와 여행하기 - 번드 루첼러
- 기차가 지가나는 동안 - 칼 프리스 폴헤멀
- 킹 제임스 성경 창세기 19장 - 마틴 줄처
- 어두운 독일 - 줄리안  제스노 외 1명
- 라비앙 유투브 - 애나 지스먼
- 다음에 계속...(도시) - 사비나 킴 외 1명
- 10월이 지나가다 - 카렌 애커만 외 1명
- 뉴 리버 패스의 발라드 - 플로라 브래드웰
- 강의 - 마누엘 사이스
- 피와 라우린 - 샌더 브로이어 외 1명
- 행복한 땅 - 벤 리버스
- 나의 박물관이라면 - 로리 프루보스트
- 항의 서신 - 레이철 루커

### 장편 신작전
- 하늘은 흔들리고 - 벤 리버스
- 옥스하이드 - 지아인 리우
- 옥스하이드 II - 지아인 리우
- 607 - 지아인 리우
- 발췌된 풍경 - 라야
- 도큐멘트 70: 속물에 대한 6가지 테제 - 콜렉티브 워크

### 20주년 특별전: 2000-2020 한국 대안영상예술 어디까지 왔나
- 동물과 식물 - 에르키 큐르니에미
- 천공 테이프 - 에르키 큐르니에미
- 컴퓨터 음악 - 에르키 큐르니에미
- 이 고요함이 좋아 - 미카 타닐라
- 광학 음향 - 미카 타닐라
- 라인 필 - 페카 사시
- 친구 - 페카 사시
- 팝콘 - 리이사 라우니아
- 플레이 - 리이사 라우니아
- 하나 - 주하 반 인겐
- 달콤한 영화 - 잔 이자스
- 현실의 사회적 구성 - 에르카 니시넨
- 진짜 백설공주 - 필비 타칼라
- 올가미 - 살라 튀캐
- 거인 - 살라 튀캐
- 두 개의 섬 - 잔 이자스
- 다시 일어서서 - 마릿 수오미-배내넨
- 마사 - 안시 칸시토니

### 테마 섹션
- 신들리다 - 트레이시 모팻
- 나이스 걸 - 트레이시 모팻
- 어둠 속의 비명: 전원의 비극 - 트레이시 모팻
- 헤븐 - 트레이시 모팻
- 화면조정 - 트레이시 모팻
- 예술가 - 트레이시 모팻
- 혁명 - 트레이시 모팻
- 타자 - 트레이시 모팻
- 마더 - 트레이시 모팻
- 하늘 위에서 - 제인 콜